# Kurt Vonnegut
Kurt Vonnegut Jr. (IPA: /ˈvɑ.nə.gət/) (ur. 11 listopada 1922 w Indianapolis, zm. 11 kwietnia 2007 w Nowym Jorku) – amerykański pisarz i publicysta, tworzący literaturę postmodernistyczną i science fiction.

## Życiorys

### Wczesne lata
Vonnegut urodził się 11 listopada 1922 r. w Indianapolis w bogatej rodzinie, jako najmłodszy z trójki rodzeństwa, syn architekta Kurta Vonneguta Sr. i Edith Lieber. Obydwoje rodzice byli pochodzenia niemieckiego. Krach na giełdzie w 1929 r. zmusił Vonnegutów do zmiany stylu życia, zwolnienia służby i wyprowadzenia się z drogiego mieszkania. Matka przeżyła to bardzo boleśnie, wpadając w depresję. Vonnegut uczęszczał do Orchard School, a następnie do Shortridge High School, gdzie pisał do szkolnej gazety „The Shortridge Echo”. W 1940 r., za namową brata, Bernarda Vonneguta, aplikował na Uniwersytet Cornella, gdzie został przyjęty na chemię. Tam był zaangażowany w działalność uniwersyteckiej gazety – „The Cornell Daily Sun”. Brak mu było jednak predyspozycji do studiowania nauk ścisłych i w 1942 r. opuścił uniwersytet.

### II wojna światowa
W 1943 r. Vonnegut wstąpił do wojska i został oddelegowany na studia w Carnegie Institute of Technology (obecnie Carnegie Mellon University), a następnie na Uniwersytet w Tennessee, po czym wysłano go na front do Europy, gdzie został przydzielony do 106 Dywizji Piechoty. W 1944 r. matka pisarza popełniła samobójstwo, w czasie, gdy przyjechał on na kilkudniową przepustkę z wojska. Wydarzenie to, podobnie jak przeżyta wojna, zapisało się silnie w pamięci pisarza i wywarło wpływ na jego twórczość.
W grudniu 1944, w czasie ofensywy w Ardenach, został wzięty do niemieckiej niewoli i osadzony w Dreźnie. Ponieważ znał język niemiecki, wybrano go na tłumacza-brygadzistę, który miał przekazywać polecenia pozostałym jeńcom. Początkowo, wraz z innymi więźniami z Arbeitskommando 557, zajmował się odgruzowywaniem miasta. Następnie przydzielono go do pracy w fabryce słodu, gdzie zajmował się m.in. wyładowywaniem zboża z wagonów i przenoszeniem go do magazynu. Nocą był przetrzymywany w podziemiach starej rzeźni. 13 lutego 1945 przeżył bombardowanie miasta przez aliantów. Wydarzenia te stały się główną inspiracją dla jego powieści – Rzeźni numer pięć. Kilka miesięcy później Armia Czerwona wyzwoliła Vonneguta z niewoli. Pisarz wrócił do Stanów i został odznaczony orderem Purple Heart.

### Lata powojenne
Po powrocie do USA Vonnegut poślubił Jane Marie Cox i ponownie podjął studia, tym razem na wydziale antropologii na Uniwersytecie w Chicago. Jego praca dyplomowa na temat „Fluctuations Between Good and Evil in Simple Tale” została odrzucona przez komisję. Uniwersytet przyznał mu tytuł dopiero w 1971 r. za powieść Kocia kołyska. W czasie studiów pracował w „Chicago City News Bureau” jako reporter kryminalny. W maju 1947 r. urodził się jego pierwszy syn – Mark, po czym pisarz przeniósł się do Schenectady. Podjął tam pracę w dziale public relations w firmie General Electric, w której jego brat Bernard pracował jako naukowiec. W latach 50. Vonnegut zaczął publikować swoje pierwsze opowiadania, m.in. w magazynie Collier’s, a zyski z publikacji pozwoliły mu w 1950 r. porzucić pracę w GE, by przenieść się do Cape Cod i pracować wyłącznie jako wolny strzelec. Pierwszą powieść, zatytułowaną Pianola, wydał w 1952 r. Mimo że jego uznanie w środowisku literackim wciąż rosło, pisarz był zmuszony do szukania alternatywnych źródeł dochodu. Pracował między innymi na stanowiskach nauczyciela języka angielskiego czy copywritera. Otworzył również pierwszy w USA salon samochodowy firmy Saab. W 1957 r. zmarła na raka siostra pisarza, dwa dni po śmierci swojego męża. W wyniku tej tragedii czwórka ich dzieci została osierocona. Vonnegut i jego żona zaadoptowali najmłodszą trójkę, mimo że mieli już trójkę własnych dzieci.
Od 1965 r. wykładał w Hopefield School, a w latach 1965–1971 prowadził warsztaty pisarskie na uniwersytetach Iowa i Harvarda.
Vonnegut znany był ze swoich kontrowersyjnych przekonań, których nie bał się wyrażać. Wyznawał poglądy lewicowe, był przeciwny wojnie i łamaniu praw obywatelskich. Sam siebie określał jako humanistę i socjalistę. Był również ateistą. W 1968 r. podpisał „Writers and Editors War Tax Protest”, w którym deklarowano zaprzestanie płacenia podatków w proteście przeciwko wojnie w Wietnamie. W licznych wywiadach i artykułach krytycznie wypowiadał się na temat polityki George’a W. Busha i sprzeciwiał się wojnie w Iraku. Był członkiem American Civil Liberties Union, amerykańskiej organizacji broniącej wolności obywatelskich.
W latach 80, Vonnegut zmagał się z depresją, a w 1984 r. próbował popełnić samobójstwo.
Vonnegut uważał się za pisarza niedocenionego. Do śmierci pozostał człowiekiem samotnym i niespełnionym, co było źródłem problemów z wyniszczającymi go nałogami: papierosami i alkoholem. Zmarł w 2007 roku w Nowym Jorku, gdy wychodząc na spacer z psem zaplątał się w jego smycz, w wyniku czego upadł i uderzył głową o chodnik.

## Twórczość
Vonnegut był pisarzem prowokującym. Bezustannie bawił się formą, prowokował czytelnika, wciągał go w literackie pułapki i kpił z niego. Swoje powieści ozdabiał czasem własnoręcznie wykonanymi, prymitywnymi rysunkami, np. słynną „dziurą w zadku” (prostą gwiazdką zbudowaną z czterech przecinających się kresek). Wiele z jego powieści (m.in. Kocia kołyska i Śniadanie mistrzów) składa się z licznych, krótkich rozdziałów, podobnie jak u Julia Cortázara. Forma i styl Kociej kołyski nawiązuje do Biblii, a autor opisuje w niej nawet zasady fikcyjnej religii, zwanej bokononizmem.
Istotnym nurtem w twórczości Vonneguta był surrealizm. Powieści jego były pełne dziwacznych postaci, groteskowych, makabrycznych i onirycznych wydarzeń. Pisarz fascynował się science fiction, co najwyraźniej zaznaczył w powieści Syreny z Tytana i pisarskiej kreacji swojego alter ego – Kilgore’a Trouta.

## Dzieła

### Zbiory opowiadań
- 1961 – Canary in a cat house
- 1968 – Witajcie w małpiarni (Welcome to the monkey house)
- 1999 – Tabakiera z Bagombo (Bagombo snuff box)
- 1999 – Niech pana Bóg błogosławi doktorze Kevorkian (God bless you, dr. Kevorkian)
- 2008 – Armagedon w retrospektywie (Armageddon in retrospect)
- 2009 – Popatrz na ptaszka (Look at the birdie)
- 2011 – Gdy śmiertelnicy śpią (While mortals sleep)

### Powieści
- 1952 – Pianola (Player piano)
- 1959 – Syreny z Tytana (The sirens of Titan)
- 1962 – Matka noc (Mother night)
- 1963 – Kocia kołyska (Cat's cradle)
- 1965 – Niech pana Bóg błogosławi, panie Rosewater (God bless you, Mr. Rosewater, or Pearls before swine)
- 1969 – Rzeźnia numer pięć, czyli Krucjata dziecięca, czyli Obowiązkowy taniec ze śmiercią (Slaughterhouse-five, or The Children’s Crusade)
- 1973 – Śniadanie mistrzów, czyli Żegnaj, czarny poniedziałku (Breakfast of champions or Goodbye blue monday)
- 1976 – Slapstick albo Nigdy więcej samotności! (Slapstick; or Lonesome no more)
- 1979 – Recydywista (Jailbird)
- 1982 – Rysio Snajper (Deadeye Dick)
- 1985 – Galapagos (Galápagos)
- 1987 – Sinobrody (Bluebeard; tłum. Michał Kłobukowski, Warszawa: Blue Lobster, 1993; Poznań: Zysk i S-ka, 2007)
- 1990 – Hokus pokus (Hocus Pocus)
- 1997 – Trzęsienie czasu (Timequake)

### Zbiory esejów
- 1974 – Wampetery, foma i granfalony (Wampeters, Foma and Granfalloons [Opinions])
- 1981 – Niedziela Palmowa (Palm Sunday)
- 1991 – Losy gorsze od śmierci (Fates Worse Than Death)
- 2005 – Człowiek bez ojczyzny (A Man Without a Country)

### Dramaty
- 1970 – W dniu urodzin Wandy June (Happy Birthday, Wanda June)
- 1972 – Between Time and Timbuktu, or Prometheus Five
- 1993 – Make Up Your Mind
- 1993 – Miss Temptation
- 1993 – L’Histoire du Soldat

## Ekranizacje
Lista wybranych adaptacji filmowych utworów Kurta Vonneguta:
- 1971 – Happy Birthday, Wanda June, reż. Mark Robson
- 1972 – Between Time and Timbuktu, reż. Fred Barzyk
- 1972 – Rzeźnia numer pięć, reż. George Roy Hill
- 1975 – Next Door, reż. Andrew Silver
- 1980 – Deer In the Work, reż. Ron Underwood
- 1982 – Who Am I This Time?, reż. Jonathan Demme
- 1982 – Slapstick of Another Kind, reż. Steven Paul
- 1995 – Harrison Bergeron, reż. Bruce Pittman
- 1996 – Matka noc, reż. Keith Gordon
- 1999 – Śniadanie mistrzów, reż. Alan Rudolph
- 2009 – A Man Without a Country, reż. J.J. Harting
- 2009 – 2081, reż. Chandler Tuttle
- 2010 – Covek iz Bagomba, reż. Igor Stanojevic
- 2014 – The Big Trip Up Yonder, reż. Sandro Gallego-Giesse
- 2016 – 2BR02B: To Be or Naught to Be, reż. Marco Checa Garcia

W 1991 r. powstał również serial Monkey House, w którym zostały przeniesione na ekran opowiadania pisarza ze zbioru Witajcie w małpiarni.